# بابلو فيراري
بابلو فيراري (بالإسبانية: Pablo Ferrari)‏ هو رياضياتي أرجنتيني، ولد في 11 سبتمبر 1949.